# Talamotomía
La talamotomía es un procedimiento quirúrgico invasivo por el cual se procede a extirpar una pequeña área en el tálamo, el cual se encuentra en el prosencéfalo la base del cerebro y controla algunos movimientos involuntarios. Aplicada por primera vez en los años 1950, con la finalidad de reducir los temblores causados por la enfermedad de Parkinson. También se usa para la esclerosis múltiple, o para la distonía.